# Jesús Altuna
Jesús Altuna Etxabe (Berástegui, 27 de julio de 1932) es un antropólogo y arqueólogo español.

## Biografía
Altuna estudió filosofía y teología en los seminarios de Vitoria y San Sebastián, y Ciencias Biológicas en la Universidad de Madrid.
Como antropólogo ha colaborado en excavaciones arqueológicas dirigidas por otros arqueólogos en la zona cantábrica, en particular José Miguel de Barandiarán en el País Vasco, entre 1960 y 1972. También participó en excavaciones arqueológicas en la Nubia Sudanesa bajo el encargo de la Unesco. Ha sido director de excavaciones arqueológicas desde 1973, especialmente en el País Vasco.
Fue catedrático del Instituto José María Usandizaga de Enseñanza Media de San Sebastián. En 1980 se incorporó a la Universidad del País Vasco, donde fue catedrático de Didáctica de las Ciencias Experimentales hasta 2002, cuando se jubiló. Sus áreas principales de investigación y trabajo son la arqueozoología de yacimientos prehistóricos, el arte paleolítico y la protección del patrimonio arqueológico.
Desde 1960 desarrolló sus investigaciones en el Departamento de Prehistoria de la Sociedad de Ciencias Aranzadi, de la que llegó a ser presidente de la Sociedad, director de su Departamento de Prehistoria y de la revista Munibe Antropologia-Arkeologia.
Es miembro del Comité de Honor del ICAZ (International Council for Archaeozoology).